# Астенопия
Астенопия (др.-греч. ἀσθεν-ωπία < ἀσθένεια «слабость, бессилие, астения» (ἀ- ‘не-, без-’ + σθένος ‘сила’) и ὄψις «глаз») — зрительный дискомфорт или утомляемость, такое расстройство зрительного акта, при котором острота зрения остается нормальной. Несмотря на отсутствие каких-либо воспалительных процессов в глазах, зрение, тем не менее, настолько расстроено, что занятия, требующие напряжения зрения становятся возможными только на короткое время. Это состояние, которое можно бы назвать усталостью глаза, сопровождается иногда крайне неприятными ощущениями.

## Причины
В зависимости от вызывающих её причин астенопия делится на 3 рода: мышечную, аккомодативную и ретинальную. Причины астенопии, как правило, носят бытовой характер — неправильное освещение и монотонная работа глаз.
Мышечная астенопия проявляется в тех случаях, когда внутренние прямые мышцы глаза, сокращения которых чрезвычайно важны для правильного бинокулярного акта зрения, по какой-либо причине ослаблены; вследствие этого является необходимость сокращать их насильно; при таких условиях нет возможности их долго удержать на определённой степени сокращения. С момента появления мышечной слабости глаз начинает удаляться от точки фиксации в обратную сторону, то есть по направлению к височной области; одновременно с этим начинает появляться неясное, двойное зрение, делающее невозможным продолжение работы; иногда в этих случаях субъект инстинктивно, с целью избежать вышеописанных расстройств зрения, закрывает больной глаз и продолжает работу одним глазом. Этот вид астенопии наблюдается очень часто при близорукости: вследствие близкого расположения объекта наблюдения неизбежно происходит при миопии усиленное сокращение внутренних, прямых мышц глаза, которое через некоторое время вызывает их ослабление. Устранение этих расстройств зрения может быть достигнуто двояким путем: или с помощью оптических стекол, имеющих облегчить напряжение внутренних прямых мышц при конвергенции, или же оперативным путем. Из оптических стекол с этой целью употребляются двояковогнутые и призматические стекла (преломляющий угол последних должен быть обращен к височной стороне).
Аккомодативная астенопия есть усталость глаза в зависимости от появления ослабленной деятельности аккомодативной мышцы. Это расстройство зрения проявляется обыкновенно при гиперметропии, требующей для получения ясного зрения — усиленного напряжения аккомодации. Больные при этом виде расстройства зрения жалуются на невозможность долго заниматься мелкими предметами, напр. чтением; буквы при этом вследствие появления кругов рассеяния сливаются и делаются неясными; при этом появляется тяжесть в глазу, около глаз, в висках и на лбу, доходящая по временам до степени сильных болей. Занятия делаются временно невозможными. По вечерам астенопические припадки обыкновенно выступают гораздо резче. Лечение аккомодативной астенопии состоит в применении оптических стекол, корригирующих имеющуюся аномалию рефракции. Мышечная и аккомодативная астенопия иногда появляется одновременно, в случаях, когда гиперметропическая рефракция совпадает с появлением слабости внутренних прямых мышц глаза.
Ретинальная астенопия, или нервная, часто появляется у нервных субъектов вследствие усталости сетчатой оболочки. Этот вид астенопии также проявляется в невозможности заниматься сколько-нибудь продолжительное время; предметы делаются неясными, как бы в тумане; иногда же в глазах делается совсем темно. При ретинальной астенопии часто наблюдается световая чувствительность глаз.
К основным видам деятельности, обуславливающим астенопию, можно отнести следующие:
- продолжительная работа за компьютерным монитором (в последнее время это причина номер один массового проявления астенопии);
- продолжительная езда за рулём ночью;
- профессиональная деятельность, требующая значительного напряжения работы глазных мышц;
- длительное чтение, особенно при плохом освещении;
- многочасовой просмотр телепередач.

Зачастую к появлению астенопии ведут неправильно подобранные контактные или традиционные линзы.